# Код неизвестен
«Код неизвестен» (фр. Code inconnu: Récit incomplet de divers voyages) — художественный драматический фильм австрийского режиссёра Михаэля Ханеке 2000 года. Фильм номинирован на «Золотую пальмовую ветвь» Каннского кинофестиваля, удостоен Приза экуменического жюри.

## Сюжет
Отсчётной точкой повествования является появление Жана (Александр Хамиди) в Париже. Он приезжает к брату Жоржу (Тьерри Нёвик), который работает фотокорреспондентом в экстремальных условиях. От его девушки Анны (Жюльет Бинош) он узнаёт, что Жорж уехал. Сам же признаётся, что сбежал от своего отца (Йозеф Бирбихлер), не вынеся мысли о том, что ему придётся работать на ферме до конца жизни. Купив Жану круассан, Анна говорит код от двери и разрешает остаться пока у них дома. Жан, проходя мимо румынки-иммигрантки Марии, просящей милостыню, бросает ей в руки бумажку из-под круассана. Та, привыкшая к такому обращению, никак не реагирует на это. Но проходящий мимо африканец Амадеу решает вмешаться и заставить извиниться Жана перед женщиной. Вследствие чего Амадеу арестовывают, а Марию депортируют обратно на родину. С этого момента жизнь каждого из них сильно изменится. Параллельно рассказывается о кружке для глухих детей, которые тщетно пытаются распознать то, что показывает один из них в игре. Поэтому обоснованием названия фильма можно считать, что так же как код неизвестен от двери, что становится катализатором потасовки, так и код взаимоотношений между людьми остаётся неизвестен.

## В ролях
| Актёр            | Роль      |
| ---------------- | --------- |
| Жюльет Бинош     | Анна      |
| Тьерри Нёвик     | Жорж      |
| Йозеф Бирбихлер  | отец Жана |
| Александр Хамиди | Жан       |
| Она Лу Йенке     | Амадеу    |
| Луминица Георгиу | Мария     |

## Критика
По данным агрегатора Rotten Tomatoes, фильм получил 75 % положительных отзывов с заключением: «Хотя временами чересчур загадочный, фильму „Код неизвестен“ все же удаётся озадачить». По данным Metacritic, средняя оценка составила 74 из 100.